# Chassignolles (Indre)
Chassignolles település Franciaországban, Indre megyében. Lakosainak száma 533 fő (2022. január 1.). Chassignolles Crevant, Crozon-sur-Vauvre, Fougerolles, Le Magny, Pouligny-Notre-Dame, Pouligny-Saint-Martin, Saint-Denis-de-Jouhet és Sarzay községekkel határos.

## Népesség
A település népességének változása:
| Lakosok száma | 826  | 567  | 548  | 566  | 601  | 578  | 568  | 574  | 561  | 533  |
|               | 1968 | 1982 | 1990 | 2006 | 2013 | 2015 | 2017 | 2019 | 2020 | 2022 |